# Сан-Жозе-ди-Каяна
Сан-Жозе-ди-Каяна (порт. São José de Caiana) — муниципалитет в Бразилии, входит в штат Параиба. Составная часть мезорегиона Сертан штата Параиба. Входит в экономико-статистический микрорегион Итапоранга. Население составляет 6039 человек на 2006 год. Занимает площадь 176,326 км². Плотность населения — 34,2 чел./км².

## Статистика
- Валовой внутренний продукт на 2003 год составляет 12 706 582,00 реалов (данные: Бразильский институт географии и статистики).
- Валовой внутренний продукт на душу населения на 2003 год составляет 2153,66 реалов (данные: Бразильский институт географии и статистики).
- Индекс развития человеческого потенциала на 2000 год составляет 0,561 (данные: Программа развития ООН).